# Cornella de les palmeres de la Hispaniola
La cornella de les palmeres (Corvus palmarum) és un ocell de la família dels còrvids (Corvidae).

## Hàbitat i distribució
Habita els boscos de pins, matolls i pantans de la Hispaniola.

## Taxonomia
Tradicionalment (i encara algunes classificacions) s'ha considerat que la cornella de les palmeres (Corvus palmarum, senso latu) s'estenia per les illes de l'Hispaniola i Cuba. Actualment però, a la classificació del Congrés Ornitològic Internacional versió 13.1 (2023) les poblacions d'ambdues illes són considerades espècies diferents, arran treballs com ara Raffaele et al. (1998)